# Claude Eugène Bouthier
Pour les articles homonymes, voir Bouthier.
Claude Eugène Bouthier est un homme politique français né le 4 août 1794 à Semur-en-Brionnais (Saône-et-Loire) et mort le 22 septembre 1864 à Caudéran (Gironde).

## Biographie
Conseiller à la cour d'appel de Bordeaux, il est député de la Gironde de 1834 à 1835, siégeant au Tiers-parti. Il démissionne en 1835 et termine sa carrière comme président de chambre, en 1863.